# Epigrafia longobarda

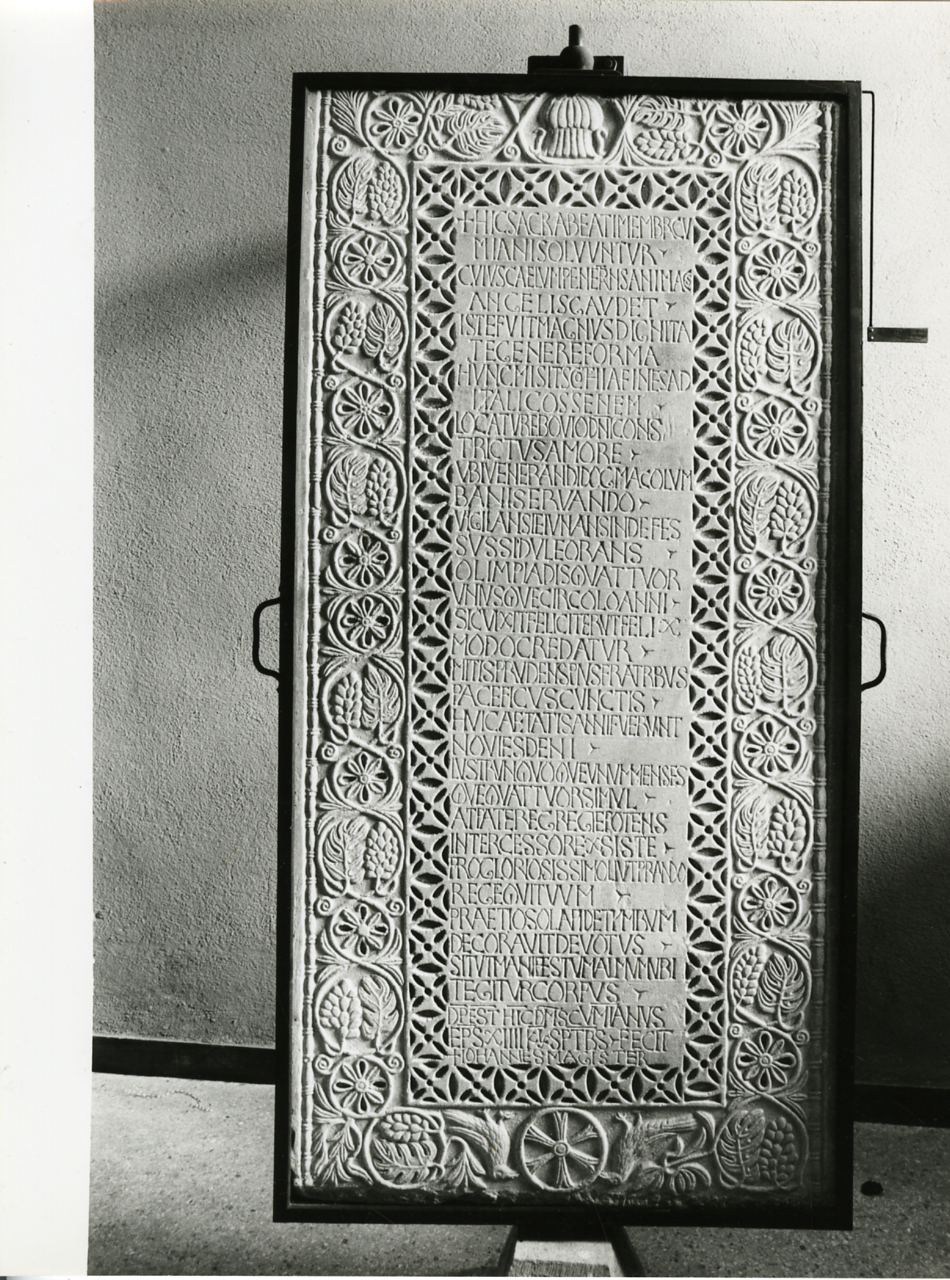
Epigrafe di Cumiano (VIII secolo). Bobbio, abbazia di San Colombano

L'epigrafia longobarda è l'insieme delle produzioni epigrafiche realizzate nel Regno longobardo, il quale si distinse dagli altri regni romano-germanici dell’Alto Medioevo per la conservazione della tradizione epigrafica di matrice classica, che altrove in Europa occidentale per lo più scomparve.

## Contesto storico

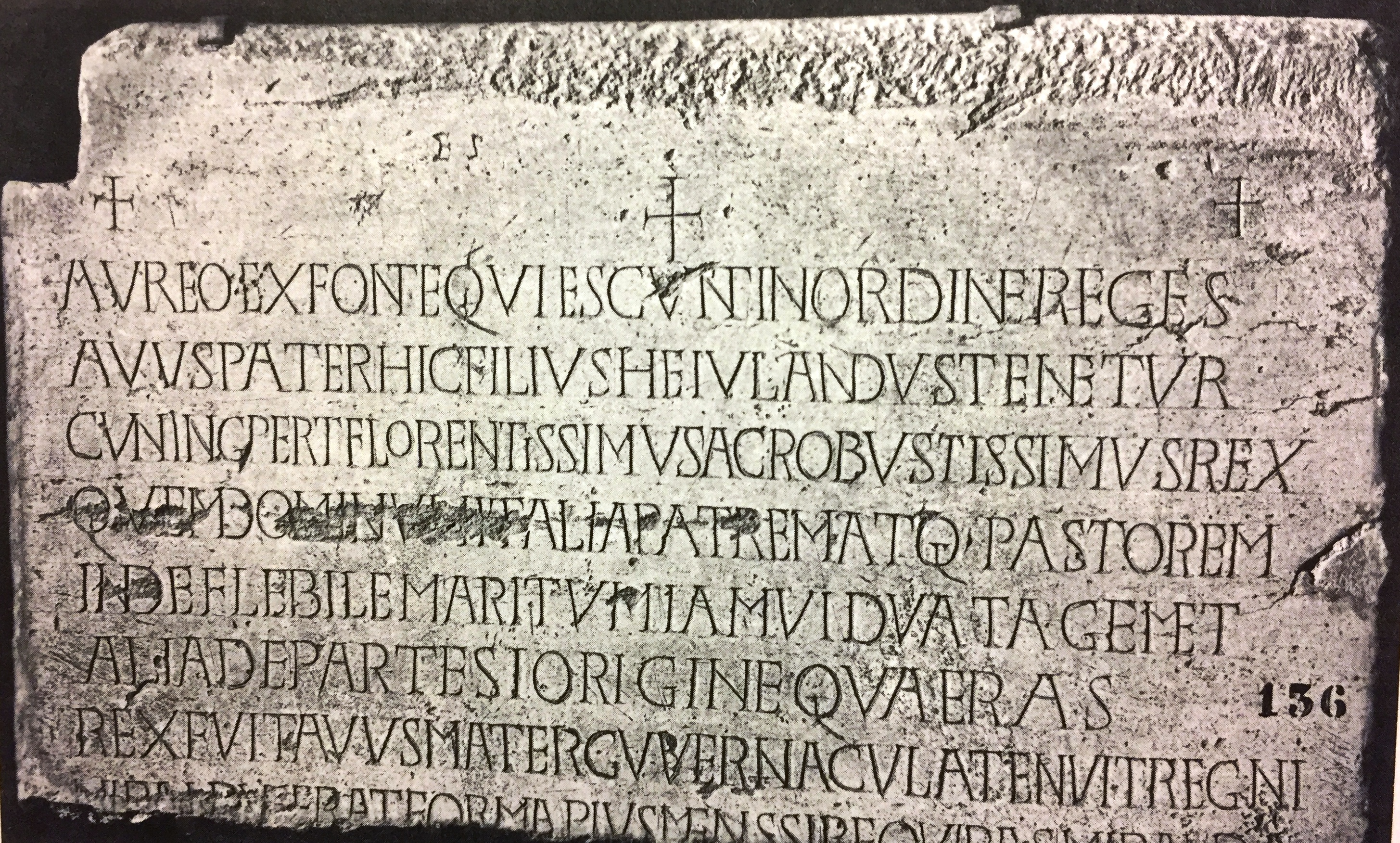
Epigrafe di re Cuniperto. Pavia, Musei Civici

L’eredità dell’epigrafia romana si poteva vedere ovunque nell’Italia longobarda; anche se è praticamente impossibile sapere fino a che punto tale eredità fosse ancora visibile durante tutta l’età longobarda, tuttavia i pellegrini provenienti dall’Europa settentrionale annotarono le iscrizioni viste a Roma, Spoleto, Ravenna, Milano e Pavia nel VII e VIII secolo, per prenderne a modello del latino poetico, funerario e cerimoniale. Ne è un esempio la Silloge di Lorsch, che riporta una serie di iscrizioni riguardanti il vescovo di Pavia Damiano, del diacono Tommaso e di Barionas, custode della chiesa di San Michele.
L’epigrafia conobbe particolare sviluppo durante il regno di Liutprando, tanto che una monumentale iscrizione (perduta) nella sua reggia di Corteolona riportava: «Desiderando decorare i trionfi del tuo popolo, tu [Liutprando] hai impresso nell’intero territorio le tue iscrizioni».

## Caratteristiche

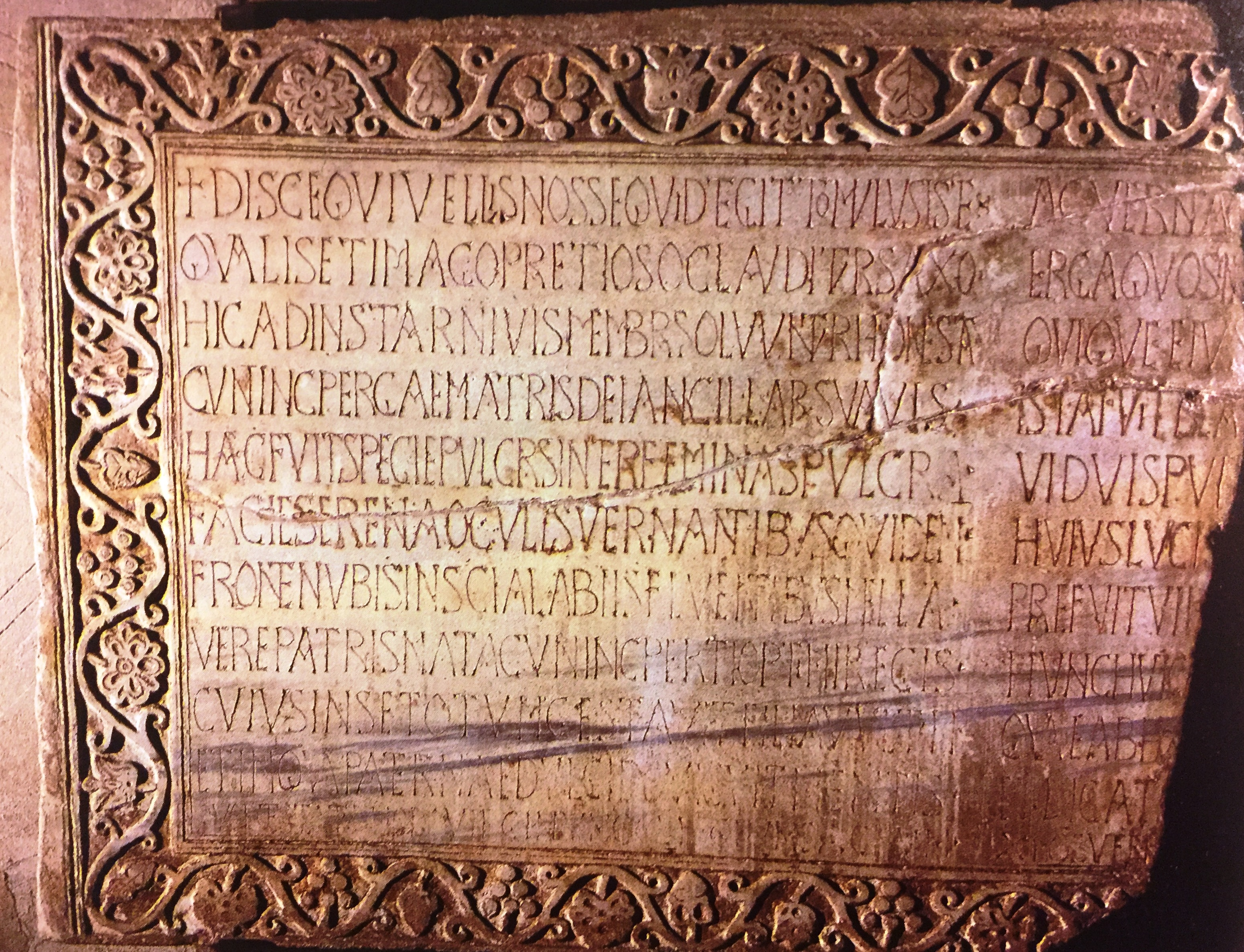
Epigrafe della badessa Cuniperga. Pavia, Musei Civici

I Longobardi furono quindi in grado (diversamente dagli altri regni del continente) di creare un linguaggio epigrafico chiaro e rappresentativo, in grado di celebrare meriti e le qualità della nuova classe dominante. L’epigrafia longobarda è, soprattutto, un’epigrafia delle élite. Essa costituisce il frutto di una tradizione concepita soprattutto in ambito urbano, e proprio in questo ambiente prende avvio il graduale processo di selezione grafica che porterà all’adozione di una scrittura capitale molto esile nel tratteggio e dal modulo sviluppato in verticale, che per le sue caratteristiche generali è stata definita “longobarda”. L’interesse per la scrittura epigrafica prese avvio in particolare, e non casualmente, nell’ambito delle officine della corte di Pavia e da qui si diffuse rapidamente all’interno delle principali sedi politiche, religiose e culturali del regno.

## L'epigrafia longobarda nella Langobardia Maior

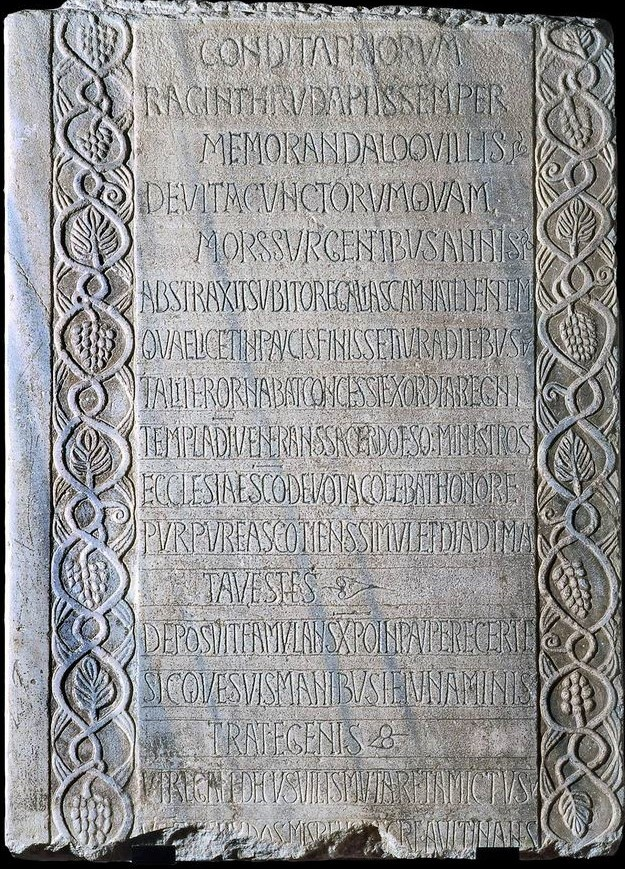
Epigrafe della regina Ragintruda. Pavia, Musei Civici

A partire dagli anni di Liutprando le epigrafi cominciarono a caratterizzarsi per la stretta associazione tra scrittura e decorazione, generalmente costituita da cornici a motivi vegetali, tra le quali quella a racemi stilizzati trova grande diffusione. Appartengono a questa tipologia gran parte delle epigrafi rimaste, quali l’iscrizione del nobile Aldo dalla chiesa di San Giovanni in Conca di Milano (seconda metà del VII secolo, conservata nei musei del castello Sforzesco), le epigrafi (tutte esposte nei musei Civici di Pavia) della badessa Cuniperga (figlia di re Cuniperto), della regina Ragintruda, di re Cuniperto, di re Ansprando e del duca di Liguria Audoaldo, la serie di frammenti di epigrafi di badesse del monastero di Sant’Agata al Monte (metà VIII secolo), quelle del ciborio del patriarca Callisto e dell’altare del duca Ratchis custoditi nel museo Cristiano di Cividale del Friuli e l’iscrizione dell’abate Cumiano nell'abbazia di San Colombano a Bobbio.
A partire dal VII secolo (e ancor di più in quello successivo) le lastre iscritte sostituirono il corredo nelle sepolture delle classi sociali più elevate del regno longobardo. Le aristocrazie longobarde, quindi, non investirono più nel corredo funebre, ma utilizzarono le epigrafi per evidenziare il valore del proprio operato in vita attraverso un’opera di monumentalizzazione della propria morte.

## L'epigrafia longobarda nella Langobardia Minor

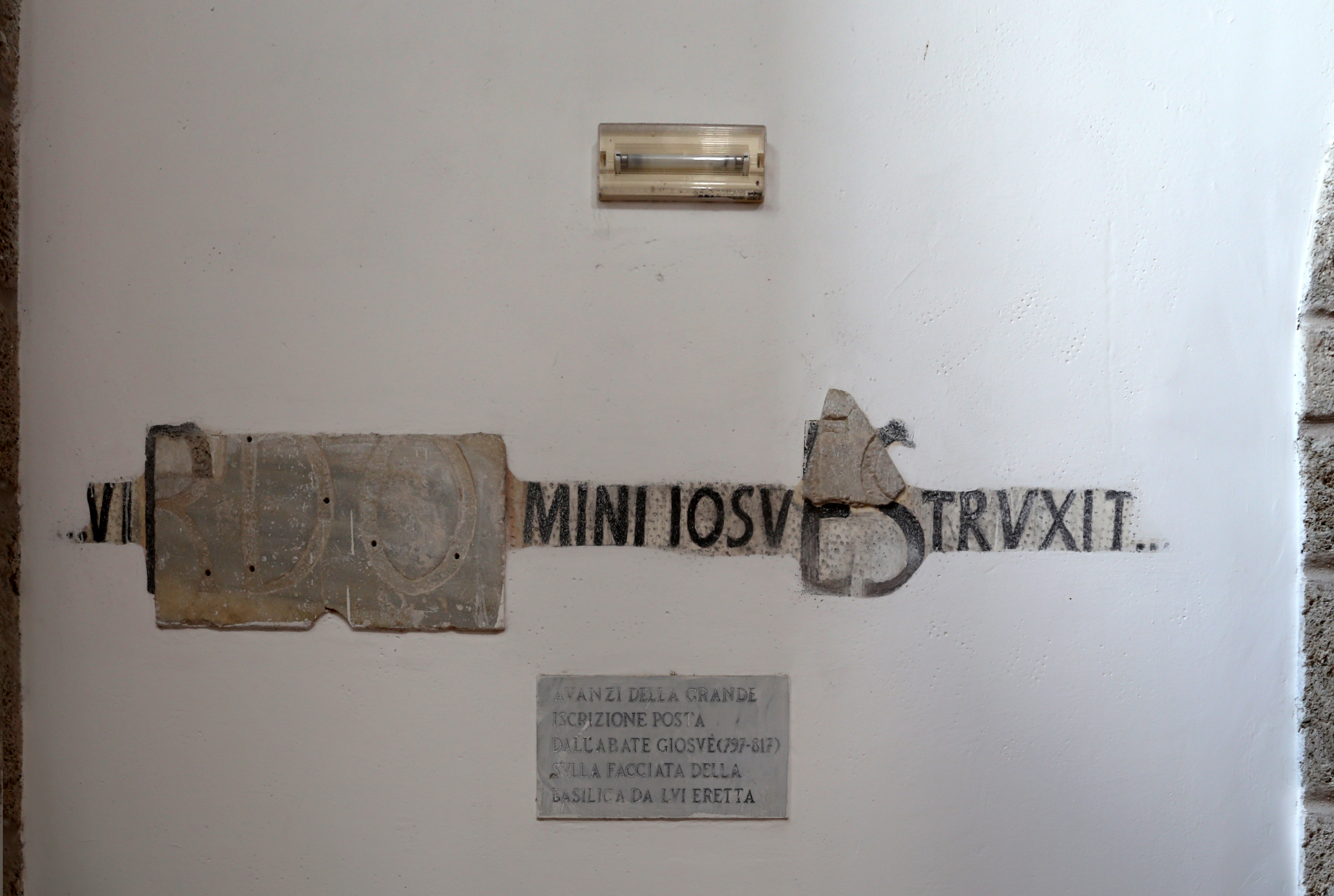
Iscrizione dell'abate Giosuè (797-817). Abbazia di San Vincenzo al Volturno

Lo stesso fenomeno si diffuse anche tra i principi e le élite longobarde beneventane. A Benevento, le iscrizioni dei principi Sicone, Radelchi, Radelgario e della principessa Caretruda riprendono quasi fedelmente i modelli dell’Italia settentrionale e, a partire dal IX secolo, altrettanto sviluppo ebbe l’epigrafia nel principato di Capua, come testimonia l’iscrizione funeraria di Audoalt, reimpiegata nel XII secolo come architrave della porta laterale delle chiesa di Marcello Maggiore a Capua.
Diversa è invece la produzione epigrafica proveniente dall'abbazia di San Vincenzo al Volturno, presso il quale operarono esperti lapicidi che daranno vita, nel IX secolo, a nuovi modelli, caratterizzati da una struttura grafica frutto dell’incontro della cultura longobarda con quella franca.